# Liste der Alben in den Billboard-Charts (1950)
Die Liste der Billboard-Alben (1950) ist eine vollständige Liste der Alben, die sich im Kalenderjahr 1950 platzieren konnten. Die über das Jahr ermittelten Top 10 setzten sich aus den Verkaufszahlen von 1.400 Vertriebsläden im Gesamtgebiet der Vereinigten Staaten zusammen. In diesem Jahr platzierten sich insgesamt 72 Alben.
Ab dem 22. Juli 1950 wurden die Albumcharts nach Abspielgeschwindigkeiten in 33 ⅓ und 45 min−1 aufgeteilt. Diese Trennung blieb bis zur zeitweiligen Einstellung der wöchentlichen Albumcharts im September 1953 in Kraft.

## Tabelle
| Interpret                                                                                                   | Titel | Charteinstieg       | Wochen | BP | Genre Stil                                                            | Info |
| --- | --- | ------------------- | ------ | -- | --------------------------------------------------------------------- | --- |
| Eddy Arnold                                                                                                 | Eddy Arnold Sings Victor WP-260                                                                            | 14.01.1950          | 3      | 5  | Folk, World & Country Ballad, Vocal                                   | |
| Eddy Arnold & his Tennessee Plowboys                                                                        | All Time Hits from the Hills Victor WP-195                                                                 | 04.03.1950          | 1      | 9  | Folk, World & Country Country                                         | |
| Fred Astaire & Red Skelton with André Previn & his Orchestra                                                | Selections from MGM Technicolor Film "Three Little Words" MGM E-516 / MGM K-53                             | 02.09.1950 (33 1/3) | 17     | 1  | Stage & Screen                                                        | Soundtrack zu der MGM-Verfilmung Drei kleine Worte von Richard Thorpe. |
| Fred Astaire & Red Skelton with André Previn & his Orchestra                                                | Selections from MGM Technicolor Film "Three Little Words" MGM E-516 / MGM K-53                             | 02.09.1950 (45)     | 17     | 1  | Stage & Screen                                                        | Soundtrack zu der MGM-Verfilmung Drei kleine Worte von Richard Thorpe. |
| Bill Boyd with Billy May & his Orchestra                                                                    | Hopalong Cassidy and the Singing Bandit Capitol CBX-3058                                                   | 22.04.1950          | 4      | 7  | Children’s, Stage & Screen                                            | |
| Les Brown & his Band of Renown                                                                              | Your Dance Date with Les Brown and his Band of Renown Columbia CL-6123                                     | 22.07.1950          | 13     | 4  | Jazz Swing                                                            | |
| Frankie Carle                                                                                               | Frankie Carle Meets the Masters Columbia CL-6085                                                           | 04.02.1950          | 1      | 10 | Classical                                                             | |
| Frankie Carle with Rhythm                                                                                   | Frankie Carle’s Sweethearts Victor WP-283                                                                  | 22.07.1950 (45)     | 9      | 4  | Jazz                                                                  | |
| Carol Channing, Yvonne Adair, Jack McCauley, Eric Brotherson, George S. Irving & the Original Broadway Cast | Gentlemen Prefer Blondes Columbia ML-4290                                                                  | 04.02.1950          | 17     | 2  | Stage & Screen Musical                                                | Original-Aufnahme des Broadway-Musicals Blondinen bevorzugt (1949) von Jule Styne und Leo Robin.                                                                               |
| The Chordettes                                                                                              | Harmony Time Columbia CL-6111                                                                              | 10.06.1950          | 18     | 3  | Pop Vocal, Barbershop                                                 | |
| Perry Como                                                                                                  | Perry Como Sings Merry Christmas Music Victor P-161 / Victor WP-161                                        | 31.12.1949          | 2      | 7  | Pop Vocal                                                             | |
| Perry Como                                                                                                  | Perry Como Sings Merry Christmas Music Victor P-161 / Victor WP-161                                        | 16.12.1950 (45)     | 2      | 7  | Pop Vocal                                                             | |
| Perry Como                                                                                                  | Supper Club Favorites Victor WP-237                                                                        | 22.07.1950 (45)     | 2      | 5  | Pop Vocal                                                             | |
| Don Contino                                                                                                 | Horace Heidt Presents Dick Contino Magnolia MA-501                                                         | 31.12.1949          | 4      | 6  | Pop, Folk, World, Country Instrumental, Easy Listening                | |
| Bing Crosby                                                                                                 | Merry Christmas Decca A-403 / Decca 9-65                                                                   | 31.12.1949          | 5      | 1  | Jazz, Pop Vocal                                                       | |
| Bing Crosby                                                                                                 | Merry Christmas Decca A-403 / Decca 9-65                                                                   | 02.12.1950 (45)     | 4      | 1  | Jazz, Pop Vocal                                                       | |
| Bing Crosby with the Andrews Sisters                                                                        | Christmas Greetings Decca A-715                                                                            | 31.12.1949          | 4      | 4  | Pop Vocal                                                             | |
| Doris Day                                                                                                   | You’re My Thrill Columbia CL-6071                                                                          | 14.01.1950          | 1      | 8  | Pop Vocal                                                             | |
| Doris Day with Axel Stordahl & his Orchestra                                                                | "Tea for Two" – Songs from the Warner Bros. Technicolor Production Columbia CL-6149                        | 28.10.1950          | 9      | 3  | Stage & Screen Soundtrack, Musical                                    | Soundtrack zu der Warner-Bros.-Verfilmung Bezaubernde Frau von David Butler.                                                                                                   |
| Doris Day with Harry James & his Orchestra                                                                  | Young Man with a Horn Columbia CL-6106                                                                     | 08.04.1950          | 38     | 1  | Jazz Big Band, Vocal                                                  | Soundtrack zu der Warner-Bros.-Verfilmung Der Mann ihrer Träume von Michael Curtiz.                                                                                            |
| Jimmy Dorsey & his Original "Dorseyland" Jazz Band                                                          | Dixie by Dorsey Columbia CL-6095                                                                           | 21.01.1950          | 34     | 4  | Jazz Dixieland                                                        | |
| Tommy Dorsey                                                                                                | Tommy Dorsey Plays Cole Porter for Dancing Victor WP-263                                                   | 15.04.1950          | 3      | 7  | Jazz                                                                  | |
| Tommy Dorsey                                                                                                | Tommy Dorsey Plays Cole Porter for Dancing Victor WP-263                                                   | 29.07.1950 (45)     | 12     | 3  | Jazz                                                                  | |
| Tommy Dorsey & his Orchestra                                                                                | Tommy Dorsey’s Dixieland for Dancing Victor WP-279                                                         | 22.07.1950 (45)     | 6      | 6  | Jazz Big Band                                                         | |
| Alfred Drake & Patricia Morison with the Original Broadway Cast                                             | Kiss Me Kate Columbia C-200                                                                                | 14.01.1950          | 16     | 4  | Classical, Stage & Screen Musical                                     | Original-Aufnahme des Broadway-Musicals Kiss Me, Kate (1948) von Cole Porter.                                                                                                  |
| Billy Eckstine                                                                                              | Songs by Billy Eckstine MGM-48                                                                             | 11.02.1950          | 7      | 4  | Jazz Vocal                                                            | |
| Ralph Flanagan & his Orchestra                                                                              | Ralph Flanagan Plays Rodgers and Hammerstein II for Dancing Victor WP-268                                  | 18.03.1950          | 18     | 3  | Pop, Stage & Screen Musical, Vocal                                    | |
| Ralph Flanagan & his Orchestra                                                                              | Ralph Flanagan Plays Rodgers and Hammerstein II for Dancing Victor WP-268                                  | 22.07.1950 (45)     | 17     | 1  | Pop, Stage & Screen Musical, Vocal                                    | |
| Judy Garland, Gene Kelly & the MGM Studio Orchestra & Chorus                                                | Summer Stock MGM E-519 / MGM K-56                                                                          | 30.09.1950 (33 1/3) | 9      | 5  | Stage & Screen Soundtrack                                             | Soundtrack zu der MGM-Verfilmung Summer Stock von Charles Walters. |
| Judy Garland, Gene Kelly & the MGM Studio Orchestra & Chorus                                                | Summer Stock MGM E-519 / MGM K-56                                                                          | 07.10.1950 (45)     | 10     | 3  | Stage & Screen Soundtrack                                             | Soundtrack zu der MGM-Verfilmung Summer Stock von Charles Walters. |
| Al Goodman & his Orchestra                                                                                  | The Student Prince Victor WK-8 / Victor WK-18                                                              | 11.02.1950          | 1      | 8  | Classical, Stage & Screen Musical                                     | Einspielung der Broadway-Operette The Student Prince (1924) von Sigmund Romberg.                                                                                               |
| Al Goodman & his Orchestra                                                                                  | The Student Prince Victor WK-8 / Victor WK-18                                                              | 19.08.1950 (45)     | 3      | 6  | Classical, Stage & Screen Musical                                     | Einspielung der Broadway-Operette The Student Prince (1924) von Sigmund Romberg.                                                                                               |
| Benny Goodman                                                                                               | The Famous 1938 Carnegie Hall Jazz Concert Columbia SL-160                                                 | 23.12.1950          | 1      | 10 | Jazz Ragtime, Big Band, Swing                                         | |
| Betty Hutton, Howard Keel & the MGM Studio Orchestra                                                        | Annie Get Your Gun MGM E-509 / MGM G-1001                                                                  | 10.06.1950          | 27     | 3  | Stage & Screen Musical                                                | Soundtrack zu der MGM-Verfilmung Duell in der Manege von George Sidney nach dem gleichnamigen Musical von Irving Berlin. Die Filmmusik wurde 1951 mit dem Oscar ausgezeichnet. |
| Betty Hutton, Howard Keel & the MGM Studio Orchestra                                                        | Annie Get Your Gun MGM E-509 / MGM G-1001                                                                  | 22.07.1950 (45)     | 22     | 1  | Stage & Screen Musical                                                | Soundtrack zu der MGM-Verfilmung Duell in der Manege von George Sidney nach dem gleichnamigen Musical von Irving Berlin. Die Filmmusik wurde 1951 mit dem Oscar ausgezeichnet. |
| Al Jolson                                                                                                   | Jolson Sings Again Decca A-716 / Decca 9-4                                                                 | 31.12.1949          | 30     | 2  | Jazz, Pop Vocal, Easy Listening                                       | |
| Al Jolson                                                                                                   | Jolson Sings Again Decca A-716 / Decca 9-4                                                                 | 07.10.1950 (45)     | 10     | 2  | Jazz, Pop Vocal, Easy Listening                                       | |
| Al Jolson                                                                                                   | Souvenir Album Decca 9-8                                                                                   | 18.11.1950 (45)     | 1      | 10 | Jazz, Pop Vocal                                                       | |
| Al Jolson                                                                                                   | The Jolson Story Decca A-469 / Decca 9-9                                                                   | 11.03.1950          | 7      | 5  | Jazz, Pop, Stage & Screen Vocal                                       | |
| Al Jolson                                                                                                   | The Jolson Story Decca A-469 / Decca 9-9                                                                   | 18.11.1950 (45)     | 6      | 3  | Jazz, Pop, Stage & Screen Vocal                                       | |
| Spike Jones & his City Slickers                                                                             | Spike Jones Plays the Charleston for Dancing Victor WP-277                                                 | 10.06.1950          | 2      | 10 | Jazz, Pop Big Band, Swing, Novelty, Parody                            | Veröffentlichung innerhalb der Serie Dance Band Series von RCA Victor. |
| Spike Jones & his City Slickers                                                                             | Spike Jones Plays the Charleston for Dancing Victor WP-277                                                 | 22.07.1950 (45)     | 6      | 6  | Jazz, Pop Big Band, Swing, Novelty, Parody                            | Veröffentlichung innerhalb der Serie Dance Band Series von RCA Victor. |
| Stan Kenton & his Orchestra                                                                                 | Innovations in Modern Music – Volume One Capitol P-189                                                     | 25.03.1950          | 15     | 3  | Jazz Big Band                                                         | |
| Stan Kenton & his Orchestra                                                                                 | Innovations in Modern Music – Volume One Capitol P-189                                                     | 29.07.1950 (45)     | 1      | 10 | Jazz Big Band                                                         | |
| Stan Kenton & his Orchestra                                                                                 | Stan Kenton Presents... Capitol L-248 / Capitol KCF-248                                                    | 02.12.1950 (33 1/3) | 2      | 9  | Jazz Big Band, Contemporary Jazz                                      | |
| Stan Kenton & his Orchestra                                                                                 | Stan Kenton Presents... Capitol L-248 / Capitol KCF-248                                                    | 25.11.1950 (45)     | 4      | 8  | Jazz Big Band, Contemporary Jazz                                      | |
| Wayne King                                                                                                  | Wayne King Plays Johann Strauss for Dancing Victor WP-270                                                  | 08.04.1950          | 1      | 10 | Classical Instrumental, Neo-Romantic                                  | |
| Wayne King                                                                                                  | Wayne King Plays Johann Strauss for Dancing Victor WP-270                                                  | 22.07.1950 (45)     | 3      | 9  | Classical Instrumental, Neo-Romantic                                  | |
| Mario Lanza                                                                                                 | The Toast of New Orleans Victor DM-1417                                                                    | 04.11.1950 (45)     | 8      | 4  | Classical, Stage & Screen Soundtrack, Operetta                        | Soundtrack zu der Metro-Goldwyn-Mayer-Produktion Der Fischer von Louisiana von Norman Taurog.                                                                                  |
| Mario Lanza & the RCA Victor Orchestra                                                                      | That Midnight Kiss Victor WDM-1330                                                                         | 31.12.1949          | 18     | 2  | Classical, Stage & Screen Opera, Musical, Soundtrack                  | Soundtrack zu der Metro-Goldwyn-Mayer-Produktion That Midnight Kiss von Norman Taurog.                                                                                         |
| Guy Lombardo & his Royal Canadians                                                                          | Lombardoland Decca DL-5041                                                                                 | 14.01.1950          | 8      | 9  | Jazz, Pop Big Band, Vocal                                             | |
| Guy Lombardo & his Royal Canadians                                                                          | Silver Jubilee 1925–1950 – Favorite Songs of America’s Favorite Dance Orchestra Decca DL-5235 / Decca 9-28 | 22.07.1950 (33 1/3) | 15     | 5  | Jazz Big Band                                                         | |
| Guy Lombardo & his Royal Canadians                                                                          | Silver Jubilee 1925–1950 – Favorite Songs of America’s Favorite Dance Orchestra Decca DL-5235 / Decca 9-28 | 14.10.1950 (45)     | 3      | 6  | Jazz Big Band                                                         | |
| Guy Lombardo & his Royal Canadians                                                                          | The Twin Pianos Decca DL-5002 / Decca 9-11                                                                 | 14.01.1950          | 6      | 7  | Jazz Big Band                                                         | |
| Guy Lombardo & his Royal Canadians                                                                          | The Twin Pianos Decca DL-5002 / Decca 9-11                                                                 | 14.10.1950 (45)     | 9      | 4  | Jazz Big Band                                                         | |
| Guy Lombardo & his Royal Canadians                                                                          | The Twin Pianos – Volume 2 Decca DL-5193 / Decca 9-32                                                      | 27.05.1950          | 20     | 5  | Jazz Big Band                                                         | |
| Guy Lombardo & his Royal Canadians                                                                          | The Twin Pianos – Volume 2 Decca DL-5193 / Decca 9-32                                                      | 28.10.1950 (45)     | 1      | 8  | Jazz Big Band                                                         | |
| Guy Lombardo & his Royal Canadians                                                                          | Waltzes Decca DL-5003                                                                                      | 19.08.1950          | 5      | 8  | Jazz Easy Listening                                                   | |
| Gordon MacRae with Lucille Norman & Paul Weston & his Orchestra                                             | The Vagabond King and Favorite Selections from New Moon Capitol T-219                                      | 22.07.1950          | 1      | 10 | Stage & Screen Musical                                                | Einspielung der Broadway-Operette The Vagabond King (1925) von Rudolf Friml sowie ausgewählter Stücke aus der Broadway-Operette The New Moon (1928) von Sigmund Romberg.       |
| Mary Martin & Ezio Pinza with the Original Broadway Cast                                                    | South Pacific Columbia MM-850 / Columbia A-850                                                             | 31.12.1949          | 52     | 1  | Stage & Screen Musical                                                | Original-Aufnahme des Broadway-Musicals South Pacific (1949) von Richard Rodgers und Oscar Hammerstein II.                                                                     |
| Mary Martin & Ezio Pinza with the Original Broadway Cast                                                    | South Pacific Columbia MM-850 / Columbia A-850                                                             | 09.12.1950 (45)     | 3      | 3  | Stage & Screen Musical                                                | Original-Aufnahme des Broadway-Musicals South Pacific (1949) von Richard Rodgers und Oscar Hammerstein II.                                                                     |
| Tony Martin & the Pied Pipers                                                                               | Oh You Beautiful Doll Victor WR-252                                                                        | 14.01.1950          | 1      | 10 | Pop, Stage & Screen Vocal                                             | |
| Ethel Merman feat. Dick Haymes, Eileen Wilson & Gordon Jenkins & his Orchestra & Chorus                     | Songs from Call Me Madam Decca DL-5304                                                                     | 09.12.1950          | 3      | 5  | Stage & Screen Musical                                                | Aufnahmen aus dem Broadway-Musical Call Me Madam (1950) von Irving Berlin. |
| Glenn Miller & his Orchestra                                                                                | An Album of Outstanding Arrangements Victor P-148 / Victor WP-148                                          | 21.01.1950          | 4      | 8  | Jazz, Pop Big Band                                                    | |
| Glenn Miller & his Orchestra                                                                                | An Album of Outstanding Arrangements Victor P-148 / Victor WP-148                                          | 12.08.1950 (45)     | 9      | 5  | Jazz, Pop Big Band                                                    | |
| Glenn Miller & his Orchestra                                                                                | Starlight Serenades Victor P-255                                                                           | 21.01.1950          | 3      | 6  | Jazz, Pop, Stage & Screen Swing, Big Band, Vocal                      | |
| The Mills Brothers                                                                                          | Famous Barber Shop Ballads – Volume 2 Decca DL-5051                                                        | 21.01.1950          | 3      | 8  | Pop Barbershop                                                        | |
| Vaughn Monroe & his Orchestra                                                                               | Vaughn Monroe Sings a Medley of College Songs Victor WP-299                                                | 11.11.1950 (45)     | 1      | 10 | Jazz, Pop Big Band                                                    | |
| Vaughn Monroe & his Orchestra with the Moon Men & Chorus                                                    | Silver Lining Songs Victor P-246                                                                           | 14.01.1950          | 2      | 6  | Pop, Stage & Screen Vocal                                             | |
| Charlie Parker with Strings                                                                                 | Charlie Parker with Strings Mercury C-101                                                                  | 10.06.1950          | 1      | 9  | Jazz Bop                                                              | |
| Tony Pastor & his Orchestra                                                                                 | Your Dance Date with Tony Pastor and his Orchestra Columbia CL-6122                                        | 12.08.1950          | 1      | 10 | Jazz Big Band                                                         | |
| Pete Daily’s Dixieland Band                                                                                 | Pete Daily’s Dixieland Band Capitol H-183                                                                  | 11.03.1950          | 3      | 8  | Jazz Dixieland                                                        | |
| Pete Daily’s Dixieland Band                                                                                 | Pete Daily’s Dixieland Band Capitol H-183                                                                  | 22.07.1950 (45)     | 10     | 3  | Jazz Dixieland                                                        | |
| André Previn with Rhythm Accompaniment                                                                      | Three Little Words Victor WP-291                                                                           | 30.09.1950 (45)     | 5      | 4  | Jazz                                                                  | |
| Richard Rodgers & Oscar Hammerstein II feat. Members of the Original New York Production                    | Oklahoma! – Selections from the Theatre Guild Musical Play Decca A-359                                     | 14.01.1950          | 9      | 5  | Stage & Screen Musical                                                | |
| Richard Rodgers & Oscar Hammerstein II feat. Members of the Original New York Production                    | Oklahoma! – Selections from the Theatre Guild Musical Play Decca A-359                                     | 21.10.1950 (45)     | 7      | 5  | Stage & Screen Musical                                                | |
| Artie Shaw & his Orchestra                                                                                  | Artie Shaw Plays Cole Porter MGM K-54                                                                      | 16.09.1950 (45)     | 1      | 9  | Jazz, Stage & Screen Big Band                                         | |
| Artie Shaw & his Orchestra                                                                                  | Four Star Favorites Victor P-85                                                                            | 14.01.1950          | 1      | 10 | Jazz Big Band                                                         | |
| Robert Shaw & the RCA Victor Chorale                                                                        | Christmas Hymns and Carols, Volume I Victor Red Seal M-1077                                                | 31.12.1949          | 2      | 5  | Classical, Folk, World & Country Renaissance, Baroque Religious, Folk | |
| George Shearing & his Quintet                                                                               | You’re Hearing George Shearing MGM E-518 / MGM K-55                                                        | 14.10.1950 (33 1/3) | 7      | 6  | Jazz, Stage & Screen                                                  | |
| George Shearing & his Quintet                                                                               | You’re Hearing George Shearing MGM E-518 / MGM K-55                                                        | 28.10.1950 (45)     | 3      | 7  | Jazz, Stage & Screen                                                  | |
| The St. Luke’s Choristers                                                                                   | Christmas Carols Capitol BD-2                                                                              | 07.01.1950          | 1      | 10 | Pop Vocal                                                             | |
| Cliffie Stone & his Square Dance Band                                                                       | Square Dances Capitol BD-44                                                                                | 21.01.1950          | 3      | 6  | Folk, World & Country                                                 | |
| Yma Sumac                                                                                                   | Voice of the Xtabay Capitol H-244 / Capitol CDF-244                                                        | 04.11.1950 (33 1/3) | 8      | 4  | Latin, Folk, World & Country Folk, Mambo                              | |
| Yma Sumac                                                                                                   | Voice of the Xtabay Capitol H-244 / Capitol CDF-244                                                        | 04.11.1950 (45)     | 6      | 6  | Latin, Folk, World & Country Folk, Mambo                              | |
| Swing and Sway with Sammy Kaye                                                                              | Sammy Kaye Plays Irving Berlin for Dancing Victor WP-266                                                   | 08.04.1950          | 7      | 7  | Jazz Swing                                                            | |
| Swing and Sway with Sammy Kaye                                                                              | Sammy Kaye Plays Irving Berlin for Dancing Victor WP-266                                                   | 22.07.1950 (45)     | 12     | 4  | Jazz Swing                                                            | |
| The Three Suns                                                                                              | Raggin’ the Scales Victor WP-278                                                                           | 05.08.1950 (45)     | 3      | 6  | Pop Instrumental, Easy Listening                                      | |
| The Three Suns                                                                                              | Your Christmas Favorites Victor P-250                                                                      | 31.12.1949          | 2      | 5  | Jazz, Pop Easy Listening, Instrumental                                | |
| Ray Turner, "Professor" Lou Busch & Marvin Ash                                                              | Honky-Tonk Piano Capitol CCF-187                                                                           | 27.05.1950          | 3      | 7  | Jazz, Blues Ragtime                                                   | |
| Ray Turner, "Professor" Lou Busch & Marvin Ash                                                              | Honky-Tonk Piano Capitol CCF-187                                                                           | 22.07.1950 (45)     | 7      | 5  | Jazz, Blues Ragtime                                                   | |
| Various Artists                                                                                             | Theme Songs Victor P-217 / Victor PT-17                                                                    | 18.02.1950          | 1      | 8  | Jazz, Pop, Classical, Stage & Screen Theme, Big Band                  | Compilation mit Werken von Tommy Dorsey, Tex Beneke, Freddy Martin, Vaughn Monroe, Wayne King, The Three Suns, Sammy Kaye und Larry Green.                                     |
| Various Artists                                                                                             | Theme Songs Victor P-217 / Victor PT-17                                                                    | 05.08.1950 (45)     | 8      | 6  | Jazz, Pop, Classical, Stage & Screen Theme, Big Band                  | Compilation mit Werken von Tommy Dorsey, Tex Beneke, Freddy Martin, Vaughn Monroe, Wayne King, The Three Suns, Sammy Kaye und Larry Green.                                     |
| Fred Waring & his Pennsylvanians                                                                            | Twas the Night Before Christmas Decca A-480 / Decca 9-67                                                   | 31.12.1949          | 2      | 3  | Classical, Children’s, Folk, World & Country                          | |
| Fred Waring & his Pennsylvanians                                                                            | Twas the Night Before Christmas Decca A-480 / Decca 9-67                                                   | 23.12.1950 (45)     | 1      | 6  | Classical, Children’s, Folk, World & Country                          | |
| Paul Weston & his Orchestra                                                                                 | Music for Dreaming Capitol BD-9                                                                            | 26.08.1950 (45)     | 1      | 9  | Jazz, Pop Easy Listening                                              | |
| Paul Weston & his Orchestra                                                                                 | Music for the Fireside Capitol CC-245                                                                      | 02.12.1950          | 2      | 9  | Jazz Easy Listening                                                   | |
| Ilene Woods & the Full Cast                                                                                 | Walt Disney’s Cinderella Victor Y-399                                                                      | 04.03.1950          | 20     | 1  | Children’s, Stage & Screen Story                                      | Hörspielversion mit Song-Aufnahmen aus der Walt-Disney-Produktion Cinderella von Clyde Geronimi, Wilfred Jackson und Hamilton Luske.                                           |
| Ilene Woods & the Full Cast                                                                                 | Walt Disney’s Cinderella Victor Y-399                                                                      | 22.07.1950 (45)     | 2      | 2  | Children’s, Stage & Screen Story                                      | Hörspielversion mit Song-Aufnahmen aus der Walt-Disney-Produktion Cinderella von Clyde Geronimi, Wilfred Jackson und Hamilton Luske.                                           |
| Victor Young & his Singing Strings                                                                          | April in Paris Decca DL-5259                                                                               | 05.08.1950 (33 1/3) | 1      | 10 | Jazz, Pop Easy Listening                                              | |